# Сєрков В'ячеслав Григорович
В'ячеслав Григорович Сєрков (1944, село Жеребцове, тепер Удомельського району Тверської області, Російська Федерація — ?) — радянський партійний діяч, секретар Чернігівського обласного комітету КПУ.

## Біографія
У 1966 році закінчив Львівський політехнічний інститут.
З 1967 року — інженер-технолог, старший інженер-технолог Всесоюзного науково-дослідного інституту машин для виробництва синтетичних волокон у місті Чернігові. Член КПРС.
До 1974 року — інструктор, заступник завідувача відділу, завідувач відділу комсомольських організацій Чернігівського обласного комітету ЛКСМУ.
У 1974—1976 роках — секретар Чернігівського обласного комітету ЛКСМУ.
У 1976—1990 роках — інструктор відділу організаційно-партійної роботи, помічник 1-го секретаря Чернігівського обласного комітету КПУ, заступник завідувача відділу організаційно-партійної роботи Чернігівського обласного комітету КПУ, 2-й секретар Чернігівського міського комітету КПУ, завідувач економічного (соціально-економічного) відділу Чернігівського обласного комітету КПУ. У 1990 році — завідувач відділу організаційно-партійної і кадрової роботи Чернігівського обласного комітету КПУ.
Закінчив Академію суспільних наук при ЦК КПРС.
28 липня 1990 — 1991 року — секретар Чернігівського обласного комітету КПУ з питань промислової політики.
Подальша доля невідома.

## Нагороди
- орден «Знак Пошани»
- ордени
- медалі